# Federigo Savelli
El duque Federigo Savelli, Señor de Poggio, príncipe de Albano (f. en Roma, 19 de diciembre de 1649) fue un príncipe romano y mariscal de campo de las tropas del Sacro Imperio Romano Germánico. Combatió con poco éxito en el bando de los Imperiales durante la guerra de los Treinta Años pero tuvo más fortuna en la defensa de los Estados Pontificios. Sirvió en numerosas ocasiones como legado del papa y del emperador.
- Datos: Q331550